# Akhnatenavus
Akhnatenavus — вимерлий рід гієнодонтових ссавців родини Hyainailouridae. Скам'янілості знайдено в Єгипті. Описано 2 види: Akhnatenavus leptognathus, Akhnatenavus nefertiticyon.